# (23845) 1998 RB
(23845) 1998 RB là một tiểu hành tinh vành đai chính. Nó được phát hiện bởi Atsushi Sugie ở Dynic Astronomical Observatory Nhật Bản, ngày 2 tháng 9 năm 1998.